# Убийство по убеждению
Убийства на почве убеждения (англ. Convincing Ground massacre) произошли из-за стычки между коренным народом Gunditjmara из клана Kilcarer gundidj и местными китобоями в Портленде, штат Виктория, на юго-востоке Австралии. Напряженность между этими двумя группами усиливалась с момента создания китобойной станции, существовавшей около пяти лет. Но спор, который обострил отношения, из-за выбрасывания китов на берег произошел между 1833—1834 годом.
Профессор Линетт Рассел из Австралийского университета коренных народов в Университете Монаша сообщила, что резня была признана учеными и государственными чиновниками значительным событием в истории штата. Вероятно, это «Первое место по количеству убийств в Виктории». Место бойни, которое находится в бухте Портленда недалеко от района Shire of Glenelg, было занесено в регистр викторианского населения.

## Причины
Похоже, что спор возник из-за выброса кита на берег. Население Gunditjmara исконно использовали мясо млекопитающих в пищу, и заметив выброшенное на берег животное, попытались завладеть добычей. Но китобои бросили им вызов и вступили в схватку за кита. Учитывая, что это был не первый случай, когда китобои лишали коренных жителей добычи, Gunditjmara решились на агрессивный ответ. Сообщения о жертвах разнятся.

## Бойня
По словам Эдварда Хенти и магистрата полиции Джеймса Блэра, в разговоре с Джорджем Августом Робинсоном, защитником аборигенов в 1841 году, во время конфликта китобои удалились на свою станцию только для того, чтобы вернуться со своим огнестрельным оружием. Запись в журнале Робинсона гласила, что после этого китобои позволили «летать» (используя его выражение, оружию) направо и налево в направлении туземцев. А туземцы не уходили, а прятались за деревьями и бросали копья и камни. Однако их не сильно преследовали". В разговоре не упоминалось о жертвах. В более поздних сообщениях, появившихся в результате встречи Робинсона с людьми из Gunditjmara в 1842 году, выяснилось, что только двое выжили в этой бойне.
«Числа различаются, но количество убитых аборигенов, как полагают, составляет от 60 до 200 человек».
Причина неопределенности в количестве жертв и фактической дате кровопролития, как представляется, обусловлена тем фактом, что инцидент был зарегистрирован и задокументирован только через несколько лет после его возникновения. Самое раннее документальное упоминание о месте «Убедительная площадка» содержится в дневнике Эдварда Хенти, датированном 18 октября 1835 года.
Джордж Август Робинсон посетил место резни в 1841 году, поговорил с местными жителями и сделал следующий официальный отчет (хотя он сделал более обширные записи в своем журнале):
Одним из примечательных мест на побережье является «Убедительная площадка», возникшая в результате серьезного конфликта, произошедшего за несколько лет до этого между аборигенами и китобоями, когда большое количество первых было убито. Причиной этого стал кит, выброшенный на берег, и туземцы, которые питались тушей, утверждали, что добыча принадлежит им. Китобои сказали, что они «убедят их» и прибегли к огнестрельному оружию. Теперь в этом месте установлены границы китобойного промысла.
23 марта 1842 года на станции Кэмпбелла на реке Мерри Робинсон встретился с 30 мужчинами и женщинами из различных кланов народа Gunditjmara, которые рассказали ему о бойне. В частности, они сообщили, что все, кроме двух мужчин из клана Kilcarer gundidj, были там убиты. Двое оставшихся в живых носили имена Pollikeunnuc и Yarereryarerer, и были приняты кланом Cart Gundidj из Маунт-Клэй. Cart Gundidj не позволяла ни одному из членов клана приближаться к поселению Портленд после бойни, хотя в мае 1842 года лидер сопротивления Cart Gundidj, которого звали Partpoaermin был захвачен вблизи «Убедительной площадки» после жестокой борьбы.
Историк Ричард Брум подсчитал, что около 60 человек были убиты во время резни на «Убедительной площадке». Брюс Паско в своей опубликованной в 2007 году книге под названием «Убедительная площадка — повод научиться любить свою страну» сказал:

    Место битвы стало известно как «Убедительная площадка», место, где Gunditjmara были «убеждены» в правах белых на землю. Gundidjmara были побеждены в этой битве, но никогда не убеждены в её легитимности.

## Происхождение названия «Убедительная площадка»
Было 3 версии происхождения термина «Убедительная площадка»:
- Рассказ Эдварда Хенти и магистрата полиции Джима Блэра о насильственном конфликте с целью «убедить» аборигенов в европейских «правах» на землю и ресурсы, и задокументированный рассказ Робинсона о большом количестве жертв;
- Именование места, где китобойные суда разрешали споры между собой;
- Популярный отчет о том, что место было названо исследователем Томасом Митчеллом, когда он посетил его в августе 1836 года, поддержанное в 2008 году Портлендским Ротари Клубом[7].

Запись в дневнике Хенти, ссылающаяся на «убедительную площадку», в октябре 1835 года, предшествует визиту Митчелла, поэтому логически аннулирует этот отчет. Профессор-историк Йен Д. Кларк написал, что рассказ Хенти и Блэра, как и рассказ Робинсона, является наиболее вероятным источником происхождения названия «Убедительная площадка».
Четвёртый источник — устный рассказ и сообщения народа Gunditjmara — о произошедшей бойне, почти уничтожившей весь клан, чтобы «убедить их» в правах белых на землю.
Профессор Кларк рассказывал в документальном фильме Message Stick в 2007 году:
Нельзя отрицать историю, которая подпитывается документальным свидетельством, которое имеется в наличии, а также историей, которую поведал народ Gunditjmara. Если мы отказываемся верить историям аборигенов, мы отрицаем основную часть истории Австралии
.

## Исторический скептицизм
Стюарт Ринтоул в своей статье в 2007 году о решении Федерального суда о предоставлении коренному народу Gunditjmara прав на землю, пишет, что Кит Виндшаттл и писатель Майкл Коннор оспаривают факт резни и утверждают, что история резни — миф и выглядит весьма сомнительной.
Комитет Совета по Викторианскому наследию заявил в отчете:
Пояснения к пункту 19 от 3 апреля 2006 года.
Министр по делам аборигенов Виктории и другие стороны заявляют, что «Убедительная площадка» является документально подтвержденным местом массовых убийств в Виктории и, конечно, в Западной Виктории. Комитет считает это необоснованным фактом. Комитет считает, что неоднократная публикация отчета о массовых убийствах историками и консультантами-археологами способствовала повышению осведомленности общественности и признанию этого отчета с конца 1970-х годов (и особенно в течение 1990-х годов). Поэтому стало общепризнанным, что существует значительный объём исторических доказательств убийства на «Убедительной площадке». Комитет считает, что это не совсем так.
В записи, просмотренной комитетом, старейшины Gundidjmara указывают на «белую» историческую документацию как на их понимание того, что произошло на «Убедительной площадке». Эта документация основана на журналах и отчете Робинсона.

Комитет не смог дополнительно изучить подробности устной истории аборигенов (или не аборигенов) при принятии своего решения, и Комитету не было предоставлено никаких свидетельств из устной истории аборигенов, восходящей ко времени предполагаемой резни.

## Современные споры
В 2005 году девелоперам было предоставлено право строить дома на этой земле. Это вызвало спор между Западным Викторианским Советом Glenelg Shire и местной общиной Koori о том, следует ли защищать это место.
Традиционный представитель клана Kilcarer Уолтер Сондерс, потомок одного из двух выживших в резне, объяснил культурную значимость земли на радио ABC:
С нашей точки зрения, она стоит на одном уровне с Эврикским восстанием и Галлиполи. Это первая зарегистрированная резня в штате. Именно здесь аборигены и неаборигены боролись за ресурсы этой великой страны, и было убито много моих родственников.
В результате обсуждения конфиденциального соглашения в 2007 году, было предложено превратить «Убедительную площадку» в заповедник.